# Ponzio Pilato (romanzo)
Ponzio Pilato (in francese Ponce Pilate) è un romanzo ucronico dello scrittore francese Roger Caillois, pubblicato nel 1961.
Il libro è stato tradotto in spagnolo, tedesco, finlandese, ceco, giapponese, polacco, galiziano, inglese, oltre che in italiano.

## Trama
A Gerusalemme, durante la notte, c'è stato un tumulto non autorizzato: un gruppo di persone armate si è impadronito con la forza di Gesù, rabbino e capo di una sorta di comunità religiosa. All'alba del giorno seguente, Ponzio Pilato riceve la visita di Anna e Caifa, capi dei sacerdoti e sa che essi vengono a chiedere la condanna di Gesù. Pilato è molto contrariato: prima l'arresto senza mandato, poi la fretta nel pretendere un processo e un giudizio. Più volte mortificato o sconfessato per le sue decisioni, Pilato non vuole cedere ad altre pressioni da parte dei notabili della città, inoltre la moglie Procula, turbata da un sogno, lo ha pregato di risparmiare il Nazareno, tuttavia egli sa per certo che la condanna di Gesù gli risparmierebbe molte grane.
Dapprima Pilato invia Gesù a Erode Antipa, autorità competente per la Galilea, e il re rimanda il prigioniero vestito di una veste bianca, avendolo reputato innocente. Ma le insistenze della folla e dei sacerdoti sono in aumento e Pilato interroga lui stesso Gesù, ricavando l'impressione che sia innocente e forse un po' pazzo. Per far sbollire le grida degli accusatori, Pilato fa rivestire Gesù e ordina di flagellarlo, in nome di un rito da burla esercitato a Roma come a Gerusalemme. Però il tumulto cresce. A complicare le cose, già Menenio, capo dei soldati, gli aveva consigliato di lavarsi le mani su tutta la questione e accondiscendere alla condanna, per il bene pubblico. Quindi un invasato, tale Giuda Iscariota, supplica Pilato di crocifiggere Gesù in nome di un'antica profezia che ne farebbe il Messia, una vittima predestinata per riscattare i peccati di tutta l'umanità. Dopo tante pressioni, Pilato rimanda al giorno seguente la decisione, volendo consultarsi con l'amico Marduk, uno studioso.
Con enorme sorpresa, anche Marduk dice che si deve uccidere Gesù e spiega che questo fatto avrà conseguenze incalcolabili sulla storia: non si conteranno più gli anni dalla fondazione di Roma, ma dalla nascita di Gesù, che sarà venerato come un dio in tutto il mondo. Marduk immagina la conversione delle genti, i martiri, l'adesione dell'imperatore alla nuova fede e quindi le scissioni, i massacri, le guerre. Pilato non aveva previsto il parere dell'amico e si ritira molto turbato. Durante la notte, insonne, lotta con se stesso invocando le cognizioni di filosofia stoica e anche democritea: gli sembra di vedere la crocifissione che viene replicata su tutti i mondi dell'universo e ripetuta all'infinito.  Ma nessuna filosofia dice che si debba uccidere o lasciar sopprimere un innocente e a questo egli si attiene il giorno dopo. Fa schierare le legioni, rimanda Gesù libero e protetto, seguono gli inevitabili incidenti con qualche morto.
Il rabbi vivrà sino alla vecchiaia, stimato e amato da tutti; non si creerà mai il cristianesimo. Questo forse non è piaciuto a qualche seguace del rabbino perché si era messo troppo zelo nel dire che molte legioni di angeli sarebbero venute a salvare Gesù, però anche questi seguaci furono ben felici della soluzione. Quanto a Pilato, fu richiamato a Roma, processato per le sue azioni in Giudea, ma non per questa, e inviato a Vienna in esilio, dove si tolse la vita, non perché disperato dai rovesci della sorte, ma come uno stoico che possiede la libertà di vivere o morire.

## Personaggi
- Ponzio Pilato, Procuratore romano della Giudea.
- Claudia Procula, moglie di Ponzio Pilato.
- Caifa, sommo sacerdote e capo del Sinedrio a Gerusalemme.
- Anna, suocero di Caifa ed ex sommo sacerdote.
- Erode Antipa, tetrarca della Galilea.
- Giuda Iscariota, descritto come invasato e affetto da epilessia: definito energumeno.
- Menenio, sottoposto di Pilato, è capo militare delle legioni.
- Marduk, studioso caldeo amico di Pilato.
- Gesù.

## Edizioni in italiano
- Roger Caillois, Ponzio Pilato, traduzione di Luciano De Maria, Torino: Einaudi, 1963
- Roger Caillois, Ponzio Pilato, con una nota di Giorgio Fontana; traduzione di Luciano De Maria, Palermo: Sellerio, 2017